# Pogonomyrmex brevibarbis
Pogonomyrmex brevibarbis är en myrart som beskrevs av Carlo Emery 1906. Pogonomyrmex brevibarbis ingår i släktet Pogonomyrmex och familjen myror.

## Underarter
Arten delas in i följande underarter:
- P. b. brevibarbis
- P. b. niger
- P. b. silvestrii

## Bildgalleri

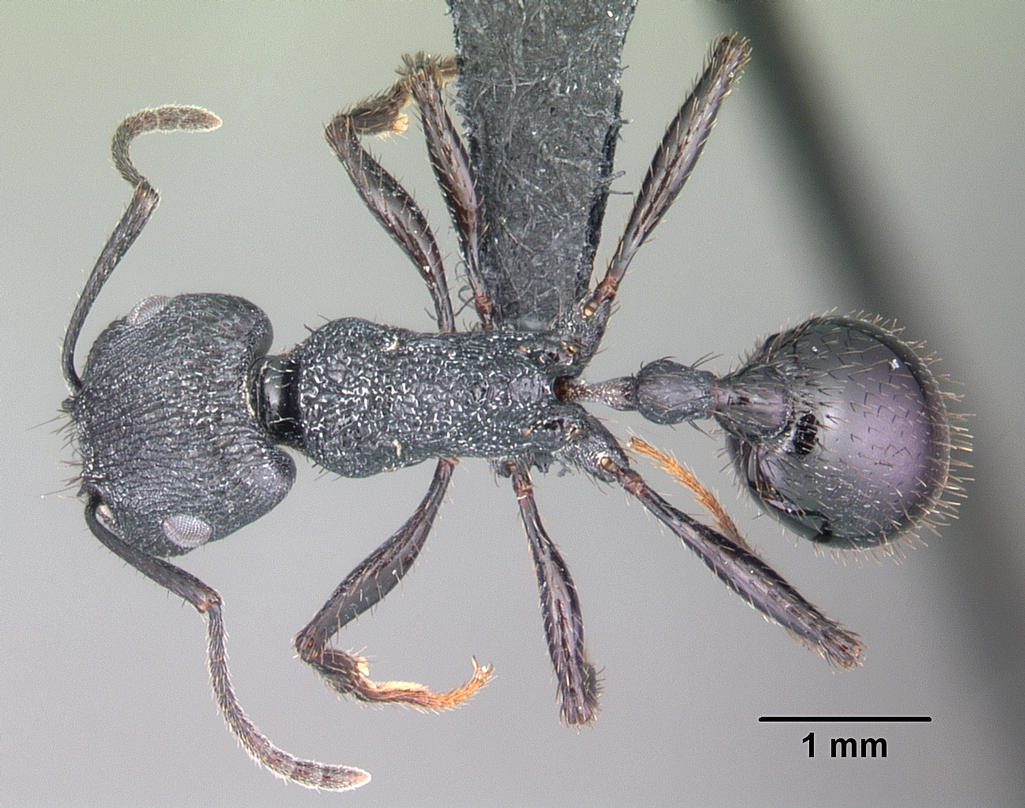
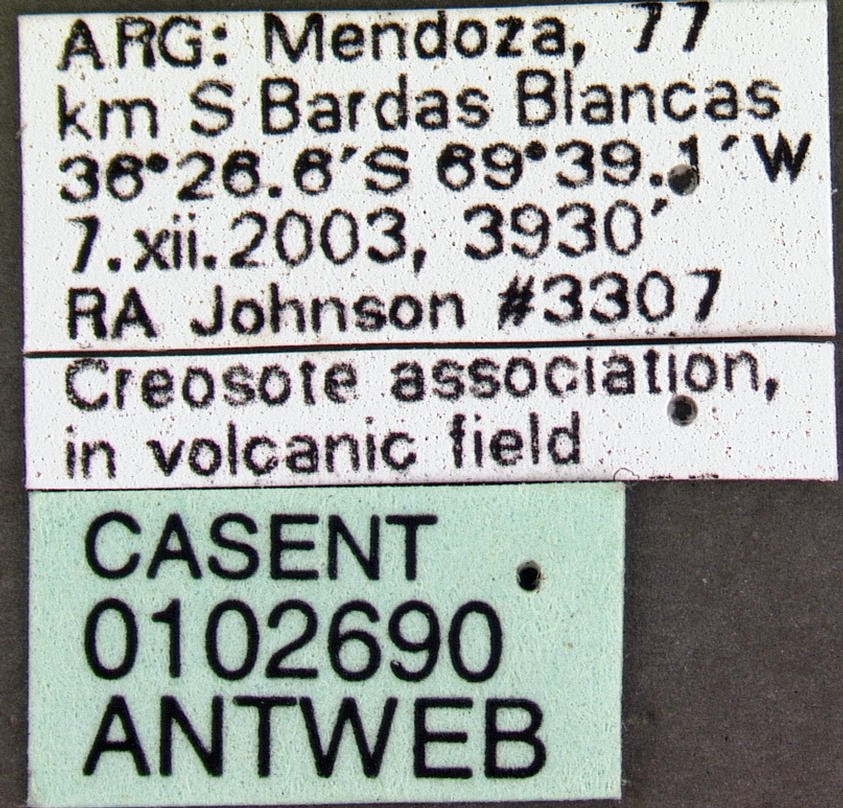
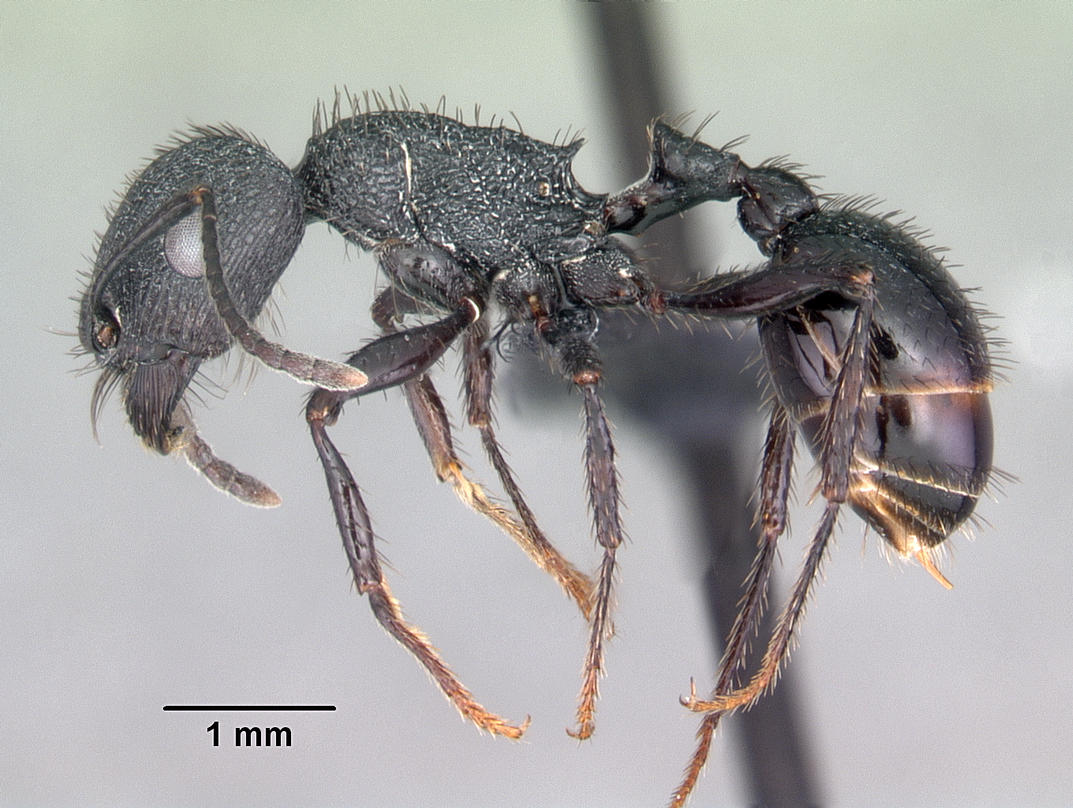
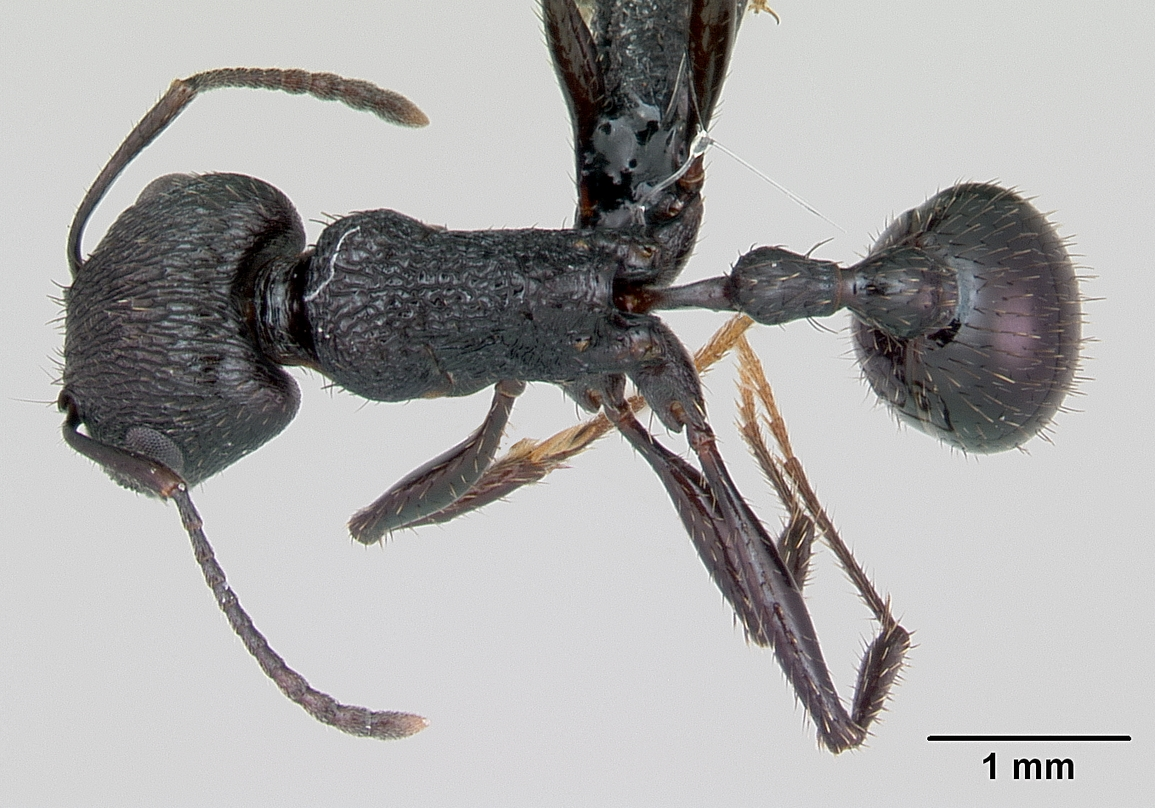
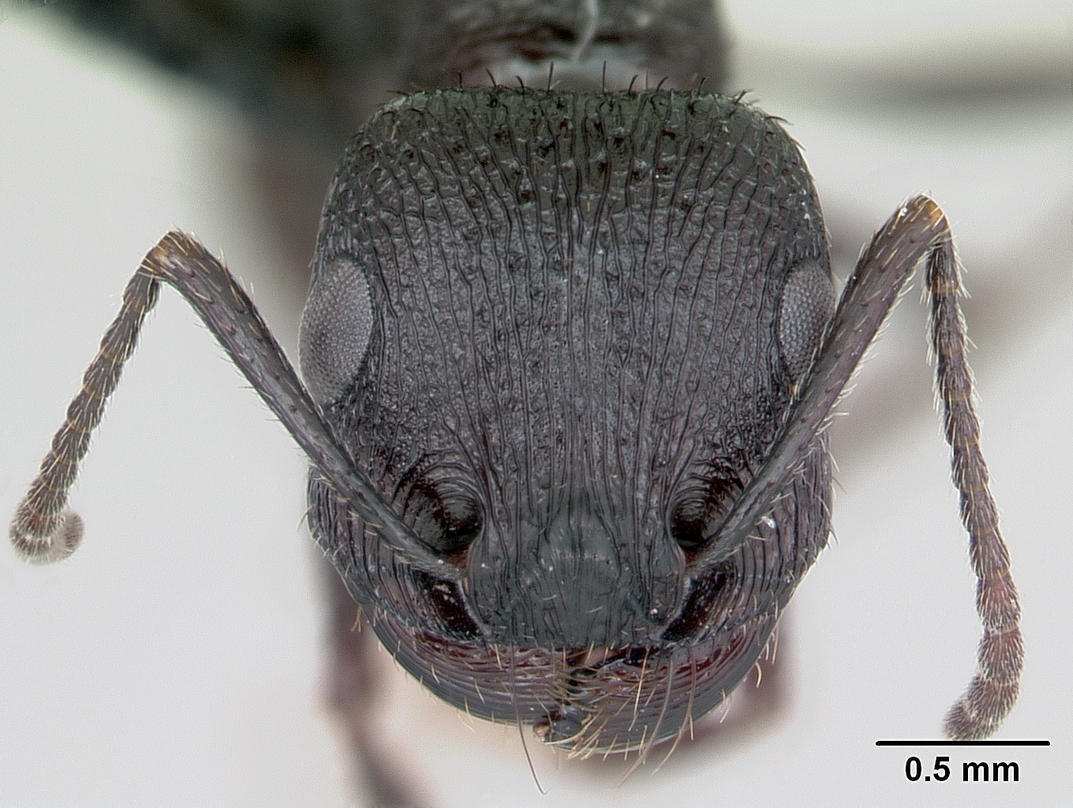
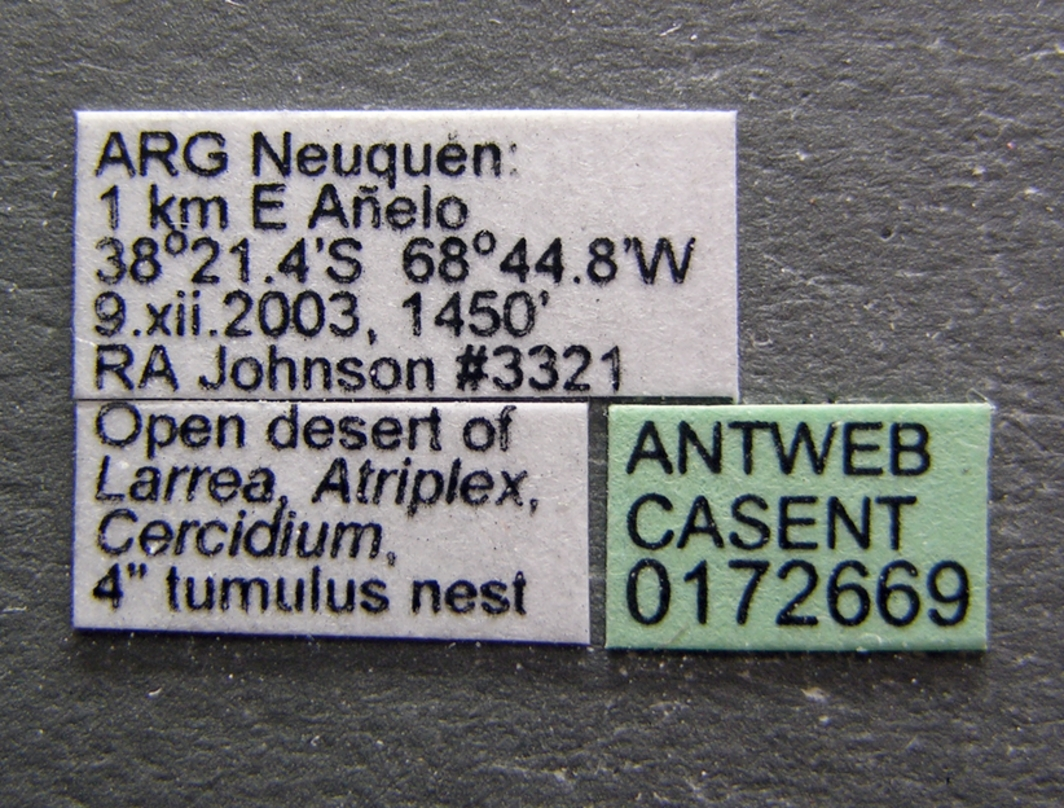